# Future Days
Az 1973-as Future Days a Can ötödik nagylemeze. Ez az utolsó album, melyen a japán Damo Suzuki énekes hallható. A lemezen (főleg a címadó és a Bel Air dalon) több ambient-hatás hallható, mint a korábbi albumokon. Az album szerepel az 1001 lemez, amit hallanod kell, mielőtt meghalsz című könyvben.

## Az album dalai
| 1. | Future Days | Can | 9:30 |
| 2. | Spray       | Can | 8:29 |
| 3. | Moonshake   | Can | 3:04 |

| 1. | Bel Air | Can | 20:00 |

## Közreműködők
- Holger Czukay – basszusgitár, nagybőgő
- Michael Karoli – gitár, hegedű
- Jaki Liebezeit – dob, ütőhangszerek
- Irmin Schmidt – billentyűk, szintetizátor
- Damo Suzuki – ének, ütőhangszerek